# Matthew Chapman
Matthew H. D. Chapman (Cambridge, 1950) és un periodista, autor, guionista, director i activista anglès. Resideix a Nova York.

## Crèdits d'escriptura i direcció
La pel·lícula més recent de Chapman, The Ledge, que va escriure i dirigir, és protagonitzada per Charlie Hunnam, Liv Tyler, Terrence Howard, i Patrick Wilson. Es va rodar a Louisiana i va competir a la competició principal (dramàtica dels Estats Units) a Sundance 2011. Comprada per IFC, va tenir el seu estrena en cinemes als EUA. a principis d'estiu i ara ha tocat a més de 50 territoris d'arreu del món. La pel·lícula tracta d'una baralla intel·lectual, personal i, finalment, fatal entre un ateu i un cristià evangèlic. Un ateu en una cornisa es veu obligat a decidir si morir o veure assassinat algú que estima. Segons Chapman, és "una obra que fa els arguments intel·lectuals bàsics per a l'ateisme, però també fa un argument emocional potent contra la crueltat de tipus religiós" i les "maneres en què la gent pateix com a resultat".
En el passat ha escrit per a directors tan diversos com Alfonso Cuaron, Walter Salles, Bruno Barreto, Tony Kaye i Alan Pakula, i per a actors com Helen Mirren, Rachel Weisz, Kevin Spacey, Johnny Depp, Bruce Willis, Charlie Hunnam, Liv Tyler, Terence Howard i l'actriu australiana Miranda Otto. Ha guanyat diversos premis i, més recentment, va ser convidat a l'Acadèmia Brasilera de Lletres, l'equivalent sud-americà de l'Académie Française per escriure "Reaching For The Moon".
Chapman ha escrit àmpliament sobre la controvèrsia creació-evolució als EUA, particularment el cas de Kitzmiller v. Districte escolar de l'àrea de Dover, en què 11 pares van demandar amb èxit el districte escolar per evitar que llegeixin una declaració obligatòria en veu alta a les classes de ciències de novè grau sempre que s'ensenyava l'evolució, i està involucrat en la promoció de la ciència i la tecnologia ètica a tot el món.
Ha escrit i dirigit sis pel·lícules, ha escrit nombrosos guions, ha publicat articles a Harper's Magazine i National Geographic, entre d'altres, i ha publicat un blog per al Huffington Post. És autor de dos llibres, "Trials of the Monkey – An Accidental Memoir" i "40 Days and 40 Nights – Darwin, Intelligent Design, God, OxyContin, and Other Oddities on Trial in Pennsylvania".

## ScienceDebate.org
Chapman va fundar ScienceDebate.org el 2007. Els seus cofundadors van ser el guionista Shawn Lawrence Otto, l'escriptor científic Chris Mooney, el biòleg marí i bloguer científic Sheril Kirshenbaum, destacat físic Lawrence Krauss, i filòsof Austin Dacey. L'organització es va formar per pressionar els candidats presidencials perquè mantinguin un debat sobre temes de ciència i tecnologia. Entre els signants hi ha molts premis Nobel, centenars d'universitats, presidents d'universitats, desenes de publicacions científiques, líders empresarials i innovadors, gairebé totes les principals organitzacions científiques d'Amèrica, Elon Musk (Tesla), antics membres del gabinet científic d'Obama i molts persones en les arts. Tot i que els candidats encara no han acceptat un debat científic, a partir del 2008 tots els candidats finals han respost de 14 a 20 preguntes de ciència fetes públicament per ScienceDebate.org. Això inclou Barack Obama (dues vegades), John McCain, Mitt Romney, Donald J. Trump, Hillary Clinton, Jill Stein i Gary Johnson. Quan es publiquen en línia i als mitjans de comunicació, les seves respostes arriben a molts centenars de milions de persones.

## Famílies
Chapman és el besnét de Charles Darwin. La seva mare Clare era filla del professor de filosofia i autor Francis Cornford i del poeta Frances Cornford (de soltera Darwin), filla de Francis Darwin. El seu pare, Cecil Chapman, era fill del conegut físic i astrònom, Sydney Chapman, responsable de les primeres investigacions sobre la naturalesa de la capa d'ozó.
Està casat amb la productora de documentals Denise Dumont, una brasilera amb qui té una filla, Anna Bella Charles Darwin Teixeira Chapman, i un fillastre, Diogo Marzo, que viu a Austràlia.

## Llibres
- Trials of the Monkey: An Accidental Memoir (Picador, 5 July 2002) ISBN 0-312-30078-6
- 40 Days and 40 Nights: Darwin, Intelligent Design, God, OxyContin, and Other Oddities on Trial in Pennsylvania. (Harper Collins, 10 April 2007) ISBN 0-06-117945-0

## Filmografia
- Una qualsevol (1980) (guió, director)
- Strangers Kiss (1983) (guió, director)
- Slow Burn (1986) (guió, director)
- Cor de mitjanit (1988) (guió, director) Premi a la millor pel·lícula al XXII Festival Internacional de Cinema Fantàstic de Sitges.[5]
- A Grande Arte (1991) (diàleg addicional) (guió: versió en anglès)
- Consenting Adults (1992) (guió)
- El color de la nit (1994) (guió)
- Què més pot passar? (2001) (guió)
- Runaway Jury (2003) (guió)
- Black Water Transit (2009) (guió)
- The Ledge (2011) (guió, director)
- Reaching for the Moon (2015) (guió)
- "The American Guest" (2021) (guió) Sèrie limitada de 4 hores a HBO/HBO Max